# Бискупка
Би́скупка (бел. Біскупка) — деревня в составе Мощаницкого сельсовета Белыничского района Могилёвской области Республики Беларусь. Стоит на реке Клева.

## Население
- 2010 год — 17 человек